# Ciudad Constitución
Ciudad Constitución är en ort i västra Mexiko och är belägen i delstaten Baja California Sur på halvön Baja California. Den är administrativ huvudort för kommunen Comondú och hade år 2013 cirka 43 000 invånare.